# EA1
Az EA1 jelű sír egy egyiptomi sír Amarnában; Huja számára készült, aki Ehnaton fáraó anyja, Tije királyné háznagya volt. Az amarnai sziklasírok között, a királysírtól északra helyezkedik el.

## Leírása
Huja sírja a királysírnak helyet adó váditól északra elhelyezkedő hat sír, az ún. Északi sírok közül a legészakabbi; elhelyezkedéséből és díszítéséből ítélve valószínűleg az utolsók közt elkezdett sírok közé tartozik. A sír nyugat-keleti tájolású és az amarnai sírokra jellemző alaprajzú: az első folyosó oszlopos külső csarnokba vezet, innen újabb folyosó vezet a belső csarnokba, majd innen egyenesen a szentély nyílik.
Az első folyosó két oldalát Huja képe díszíti, amint ünnepi öltözékben Atont imádja; mellette a kísérőszövegek Atonhoz intézett himnuszok. A külső csarnokban eredetileg álló két papiruszforma oszlopból már csak egy maradt. A helyiség díszítései:
- Bejárattal szembefordulva baloldalt: A királyi család lakomája. Baloldalt Ehnaton és Nofertiti két lányukkal, Meritatonnal és Maketatonnal; jobbra Tije és Baketaton hercegnő. Középen két szolga, egyikük Huja. Az alsó regiszterben szolgák, zenészek.
- Bejáraton belépve jobboldalt: Tije királyné Ehnaton és Baketaton kíséretében meglátogat egy kisebb templomot vagy oltárt, mely az ő számára épült. Az oltáron áldozatok, körben oszlopok, Ehnaton és Nofertiti szobrai. Az alsó regiszterben szolgák, akiket Huja vezet.
- A belső csarnokba vezető ajtótól jobbra: Huját kitünteti Ehnaton és Nofertiti, akik a Megjelenések Ablakában láthatóak két legidősebb lányukkal. Lentebb: hajlondó szolgák ábrázolása, illetve a palota kézművesei műhelyeinek bemutatása; köztük az egyikben Juti szobrász Baketaton hercegnő szobrát formázza.
- A belső csarnokba vezető ajtó fölött: A két királyi család – jobbra III. Amenhotep, Tije és Baketaton, balra Ehnaton, Nofertiti és négy lányuk: Meritaton, Maketaton, Anheszenpaaton és Nofernoferuaton Ta-serit.
- A belső csarnokba vezető ajtótól balra: Újra Huja kitüntetésének és a Megjelenések Ablakának az ábrázolása, valamint egy jeleneten Huja raktárakban folyó munkát felügyel.
- Bejáraton belépve baloldalt: A 12. évben megtartott ünnepség, melyet a Szíriából, Núbiából, Nyugatról és Keletről érkezett adók szemléjeként írnak le. A képek bemutatják, ahogy a királyi pár hordszéken elhagyja a palotát, mögöttük lányaik és azok nevelőnői sétálnak. A kíséretben Huja is jelen van, valamint egzotikus öltözékű harcosok. A hordszékek előtt tömjént égető pap vonul. Az érkezett adót is bemutatja a jelenet: aranykarikák, állatbőrök, rabszolgák, antilopok, elefántcsont, értékes bútorok. Egy mára elpusztult jelenet ábrázolta a hazatérő Huját is. Egy másik jeleneten lépcsők vezetnek fel egy nyitott pavilonba, melyben a királyi pár ül és az érkezett kincseket szemléli. Három oltár és több teli raktár képe egészíti ki az események bemutatását.
- Bejárattal szembefordulva jobboldalt: Ismét egy lakoma ábrázolása, jobboldalt Ehnaton, Nofertiti, Anheszenpaaton és talán Maketaton, balra Tije és Baketaton. Középen Huja felügyeli az ételt felszolgálókat. Lent szolgák és zenészek ábrázolása.

Az egész helyiségen körbefut a jelenetek alatt egy képsor, mely a vidéki életet mutatja be.
A belső csarnokba vezető ajtó fölötti jelenetet, mely III. Amenhotepet még élő családtagjai társaságában ábrázolja, bizonyítékként szokták felhozni III. Amenhotep és Ehnaton társuralkodása mellett, ami a korszak egyik legvitatottabb kérdése. Mivel azonban az Amarna-korban az elhunyt személyek neve után álló maat heru („igaz hangú”) jelzőt az ankh er neheh („örökké él”) váltotta fel, melyet élők és holtak neve után egyaránt írtak, nem lehet megállapítani, Amenhotep életben volt-e még a kép készültekor, így nem elégséges bizonyíték a társuralkodás mellett.
A belső csarnok befejezetlenül és díszítetlenül maradt. Innen egy 10,2 m hosszú folyosó vezetett a sírkamrába. A sír végében kis szentély áll. Az északi sírok közül Hujáén kívül csak Paneheszi sírjában van díszítve a szentély. Az ajtókeretre Ehnatonhoz, Nofertitihez, Tijéhez és Atonhoz intézett imákat írtak. Díszítése hagyományos, csak a napkorongot viselő kobrák számítanak újításnak. A folyosó kétoldalán Huja alakját ábrázolják, amint a szentély felé fordul, bentebb két imádkozó nőalakot, Huja testvérét és feleségét ábrázolják kétoldalt. Még bentebb Huja temetését és a gyászolókat ábrázolták, illetve áldozatokat és temetkezési kellékeket. A szentélyben Huja ülőszobrát a sziklából alakították ki; később megcsonkították.